# Islam in Suriname
De islam arriveerde in Suriname na de afschaffing van de slavernij met de komst van contractarbeiders uit Zuid- en Zuidoost-Azië, vanaf 1873. De vormen van islam in Suriname zijn sterk beïnvloed door de cultuur van de regio's van herkomst: Zuid-Azië (India, Pakistan en Afghanistan) en Indonesië (Java).  

## Inleiding
Van de landen in Zuid-Amerika kent Suriname het hoogste percentage moslims. Bij de volkstelling van 2012 bedroeg dit 13,9 procent. 
De meeste moslims in Suriname voelen zich niet verbonden aan een bepaalde denominatie: 53%. Desgevraagd noemt 28% zich soennitisch en 19% aanhanger van Ahmadiyya.  
Onder de Javaanse Surinamers is de islam de belangrijkste religie, onder de Hindostaanse Surinamers is het de één na belangrijkste religie.
Het district Commewijne heeft het hoogste aandeel moslims (voornamelijk Javaans-Surinaams), gevolgd door de districten Nickerie en Wanica  (voornamelijk Hindostaans-Surinaams).

## Statistieken
| Jaar | Suriname (bevolking) | Moslimbevolking |  | Delen (%) |
| ---- | -------------------- | --------------- |  | --------- |
| 1964 | 324.893              | 63.809          |  | 19,6%     |
| 1971 | 379.607              | 74.170          |  | 19,5%     |
| 1980 | 355.240              | 69.713          |  | 19,6%     |
| 2004 | 492.829              | 66.307          |  | 13,5%     |
| 2012 | 541.638              | 75.053          |  | 13,9%     |

| Javaans-Surinaams          | 73.975  | 49.533 | 67,0% |
| Hindostaans-Surinaams      | 148.443 | 18.734 | 12,6% |
| Gemengd                    | 72.340  | 5.471  | 7,6%  |
| Afro-Surinaams             | 206.423 | 621    | 0,3%  |
| Inheems                    | 20.344  | 138    | 0,7%  |
| Chinees-Surinaams          | 7.885   | 112    | 1,4%  |
| Europees-Surinaams         | 1.665   | 32     | 1,9%  |
| Anderen en ondefinieerbaar | 10.561  | 412    | 3,9%  |

| Islam naar district (2004) | Islam naar district (2004) |
| District                   | Percentage moslims         |
| -------------------------- | -------------------------- |
| Commewijne                 | 40,4%                      |
| Nickerie                   | 22,5%                      |
| Wanica                     | 21,7%                      |
| Saramacca                  | 18,8%                      |
| Para                       | 11,3%                      |
| Coronie                    | 11,0%                      |
| Paramaribo                 | 9,4%                       |
| Marowijne                  | 6,8%                       |
| Brokopondo                 | 0,2%                       |
| Sipaliwini                 | 0,1%                       |
| Suriname                   | 13,5%                      |

## Geschiedenis

### Afrikaanse moslims
De islam kwam feitelijk al in de periode van de transatlantische slavenhandel naar Suriname. Islamitische volkeren uit West-Afrika, zoals de Mandingo en de Fulani, werden uit Afrika gehaald om als slaven op de plantages te werken. De religie kreeg geen kans post te vatten door de onderdrukkende omstandigheden en de invloed van de koloniale kerken in Suriname. Een herintroductie volgde na de afschaffing van de slavernij met de komst van contractarbeiders uit Azië. Deze moslims wisten zich gaandeweg te organiseren.

### Hindostaanse moslims: Ahmadiyya
Vanaf 1873, dus na de periode van staatstoezicht, liftte Nederland mee met de Britse werving van contractarbeiders in India. In 1929 verenigden de Brits-Indiase of "Hindoestaanse" moslims zich in de Surinaamse Islamitische Vereniging (SIV). In 1930 startte deze de bouw van een houten moskee aan de Keizerstraat, die twee jaar later kon worden ingewijd. De huidige moskee kon worden gerealiseerd na een gulle schenking van de Noord-Amerikaanse bokser Muhammad Ali in 1979. De SIV volgt de leerstellingen en principes van de 14e-eeuwse, Indische hervormer van de islam Mirza Ghulam Ahmad. 

### Javaanse moslims: West- en oostbidders
Vanaf 1890 ronselde Nederland contractarbeiders op het eiland Java in Nederlands-Indië. De Javanen werden verspreid over verschillende plantages te werken gesteld. De Javaanse moslims hechtten aan hun oude gewoonte om naar het westen te bidden (Mekka lag immers ten westen van Nederlands-Indië). Veel, maar niet alle, van deze 'westbidders' keerden terug naar hun vaderland. Sommigen na hun contractperiode, anderen na de Indonesische onafhankelijkheid. Nieuw gearriveerde Javanen van na circa 1920 besloten om in Suriname wel naar het oosten te bidden. In de jaren 50 waren de spanningen tussen beide groepen groot.

## Organisaties
Binnen Suriname:

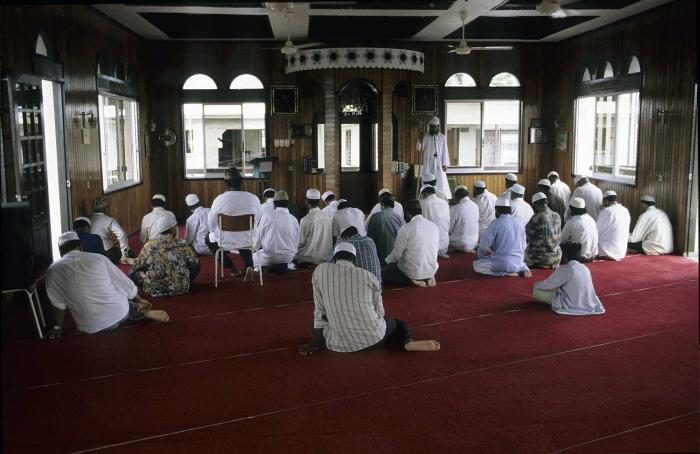
Moskeebezoekers in Paramaribo

- Surinaamse Islamitische Vereniging (SIV), het oudste islamitische samenwerkingsverband in Suriname
- Surinaamse Moeslim Associatie (SMA), de grootste moslimorganisatie in Suriname
- Madjilies Moeslimien Suriname (MMS), koepel van overwegend Javaanse moslimorganisaties:
  - Stichting der Islamitische gemeenten in Suriname (SIS)
  - Federatie der Islamitische Gemeenten in Suriname (FIGS)
  - Surinaamse Islamitische Organisatie (SIO)
  - Syarikat Islam Assafi’iyah (SIA)
  - Surinaamse Moeslim Federatie (SMF)
  - Perserekatan Jamaah Islam Suriname (PJIS)
- Hidayatul Islam de Menkelbergstraat

Internationaal:
- Suriname en Guyana zijn de enige Amerikaanse leden van de Organisatie voor Islamitische Samenwerking.

## Bekende moslims
(Alfabetisch op achternaam)
- Toyabali Ahmadali
- Rashied Doekhi
- Ruchsana Ilahibaks
- Salikin Hardjo
- Abdullah Haselhoef
- Asgar Karamat Ali
- Ashruf Karamat Ali
- Rahman Khan
- Faried Pierkhan
- Toepon Semoedi
- Iding Soemita
- Paul Somohardjo
- Janey Tetary